# Travisia horsti
Travisia horsti är en ringmaskart som beskrevs av Maurice Caullery 1944. Travisia horsti ingår i släktet Travisia och familjen Opheliidae. Inga underarter finns listade i Catalogue of Life.